# Sherri Howard
Sherri Frances Howard (Sherman, 1 de junho de 1962) é uma ex-atleta e campeã olímpica norte-americana.
Aos 16 anos, junto com sua irmã de 14 anos Denean, ela competiu nas seletivas americanas dos 400 m para Moscou 1980, sendo a primeira vez que duas irmãs se classificaram para uma mesma prova olímpica, Sherri em primeiro e Denean em terceiro. Os Jogos, porém, foram boicotados pelos Estados Unidos e essa equipe de atletismo é por muitos considerada como a "equipe esquecida".
Ainda sendo uma estudante de curso secundário, Sherri continuou a competir no ciclo olímpico seguinte e integrou o revezamento 4x400 m americano em Los Angeles 1984, que se tornou campeão olímpico, junto com Valerie Brisco-Hooks, Chandra Cheeseborough e  Lillie Leatherwood. Sua irmã Denean correu o revezamento nas eliminatórias. Em Seul 1988 seria Sherri quem correria o 4x400 m apenas nas eliminatórias.
Atualmente trabalha como atriz, palestrante motivacional, apresentadora e personal trainer, ajudando crianças e adolescentes a conseguir seus objetivos e projetos pessoais.